# Nordstjernans mineralvattenfabrik

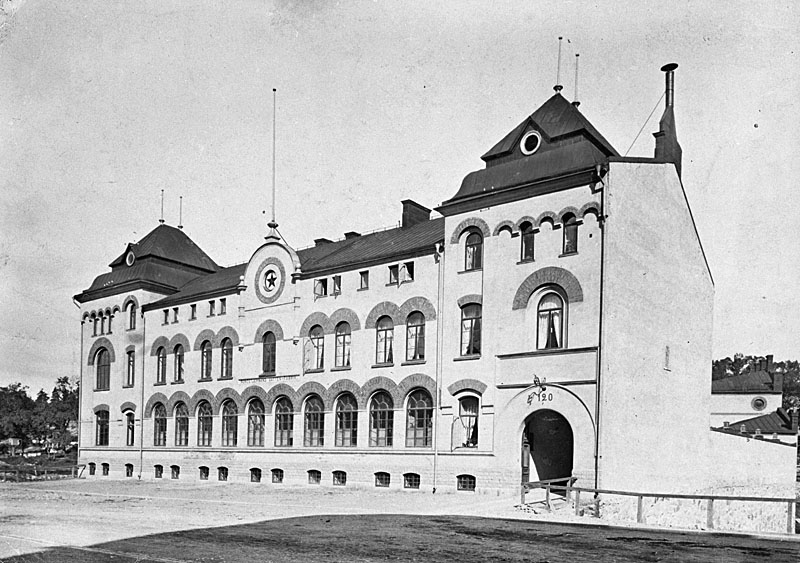
Fabriksfasaden mot Birger Jarlsgatan 120, 1899

Nordstjernans mineralvattenfabrik var ett bryggeri i Stockholm grundat 1899 som 1905 tillverkade Sveriges första etiketterade läskedryck.

## Historik

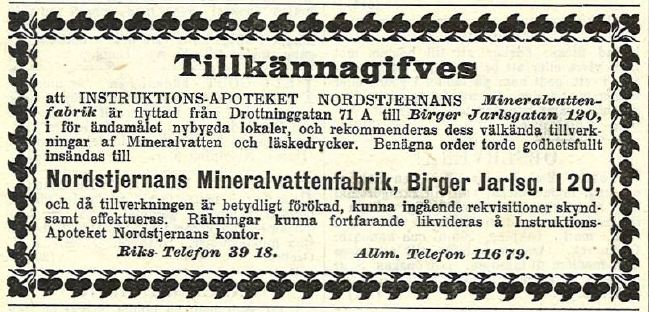
Annons i Idun 1899

En mineralvattenflaska från Nordstjernan.

Mineralvattenfabriken hade sitt ursprung i Apoteket Nordstjernan på Drottninggatan 71 A. Där hade man i slutet av 1800-talet börjat med partihandel med läkemedel och 1887 byggde man en liten fabrik för egen tillverkning av artificiellt mineralvatten. Rörelsen bedrev man till en början i apotekets fastighet i kvarteret Barnhuset.
En växande efterfrågan ledde till att lokalerna snart var för trånga. Man köpte därför 1897 fyra tomter i kvarteret Beckasinen mellan Birger Jarlsgatan 120 och Valhallavägen, vilket då var i stadens utkanter på malmgården Ingemarshofs avstyckade mark. Man lät arkitekterna Ullrich & Hallquisth upprätta ritningarna för en ny modern fabrik. 1899, i samband med att byggnaden stod färdig, bildades  AB Nordstjernans Mineralvattenfabrik som då var Sveriges största vattenfabrik. 
Källvattnet hämtade man från berget under Valhallavägen efter att Svenska diamantborrningsbolaget påträffat en källa 36 meter under marken. Från den närliggande Brunnsviken hämtade man om vintrarna den för vattenfabrikationen viktiga isen. Isen förvarades i husets stora källare som byggts med dubbla, en meter tjocka gråstensmurar med 30 centimeters mellanrum, fyllt med kolstybb, vilket isolerade väl. Här höll man även lager av de färdiga varorna. På botten plan fanns portvakt- och kontrollrum, två stora fabrikssalar med plats för 18 tappare, sköljrum, analytiskt laboratorium. En trappa upp låg lösningsrum, kylrum, lokal för filtreringsapparaterna, matsal för personalen, kontorslokaler samt bostad för disponenten. Två trappor upp fanns destillationsapparat, vattenreservoar samt fyra lägenheter för fabrikens arbetare. På gården stod den dubbelverkande ångmaskinen på 35 hästkrafter. Här fanns även en elektricitetsmaskin med ackumulatorbatteri som förutom belysning drev maskiner och hissar. Vattenfabriken dessutom hade eget stall för sjutton hästar.
År 1904 blev apotekaren Gottfrid Nygren företagets verkställande direktör. 1905 skapade Nordstjernans den första svenska läsken som såldes i etiketterad flaska; Citron-Brus. I sortimentet ingick därutöver även radioaktivta mineralvatten, som vid tiden för förra sekelskiftet ansågs hälsobringande.
1910 och bolaget lät uppföra ett nytt stort bostadshus på tomten med huvudfasad mot Valhallavägen. Det ritades av Gustaf de Frumerie och Kristian Sundstrand vilka inkorporerade de tidigare gårdsflyglarna i byggnaden 1916 övertog Apotekarnes Mineralvattens AB aktiemajoriteten i Nordstjernan. Den övergick 1928 till AB Stockholms Bryggerier i samband med deras förvärv av Apotekarnes.
Byggnaderna i kvarteret Beckasinen revs på mitten av 1960-talet då ett bostadskomplex restes i kvarteret.

## Interiörer 1899

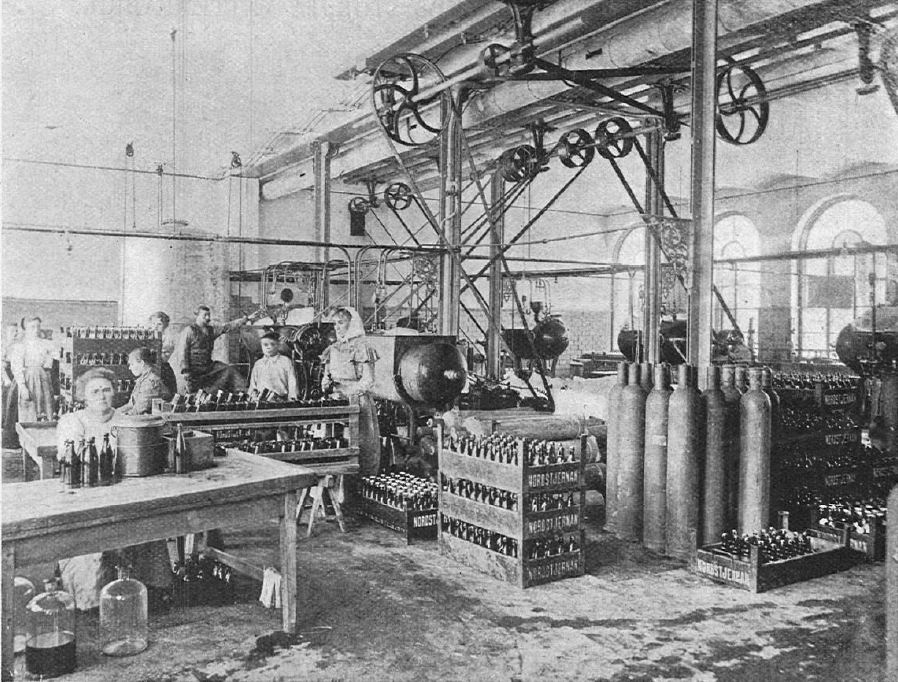
Stora fabrikssalen. I tuberna finns flytande kolsyra
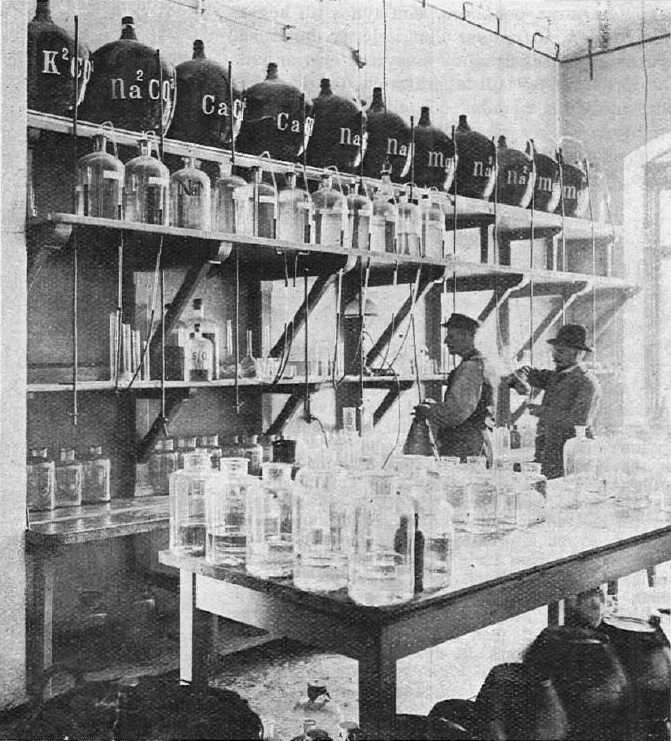
Laboratoriet
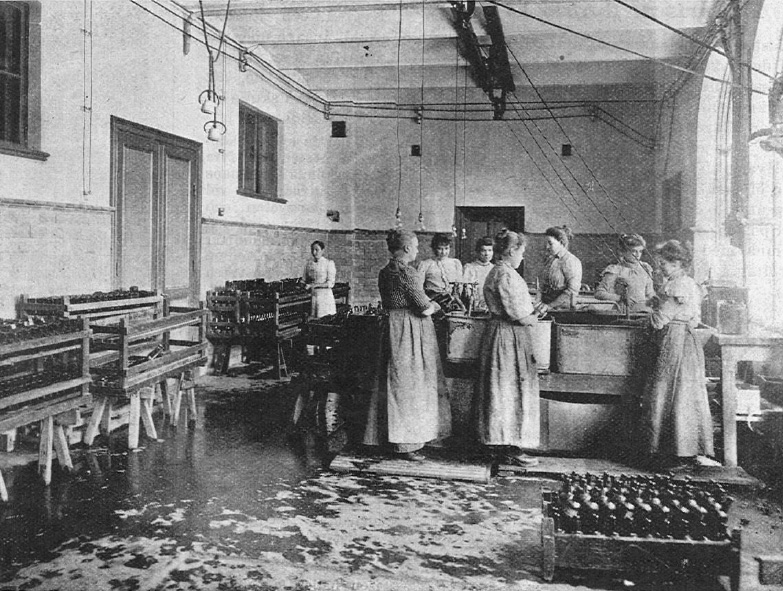
Sköljrummet med de mekaniska borstarna